# 天才

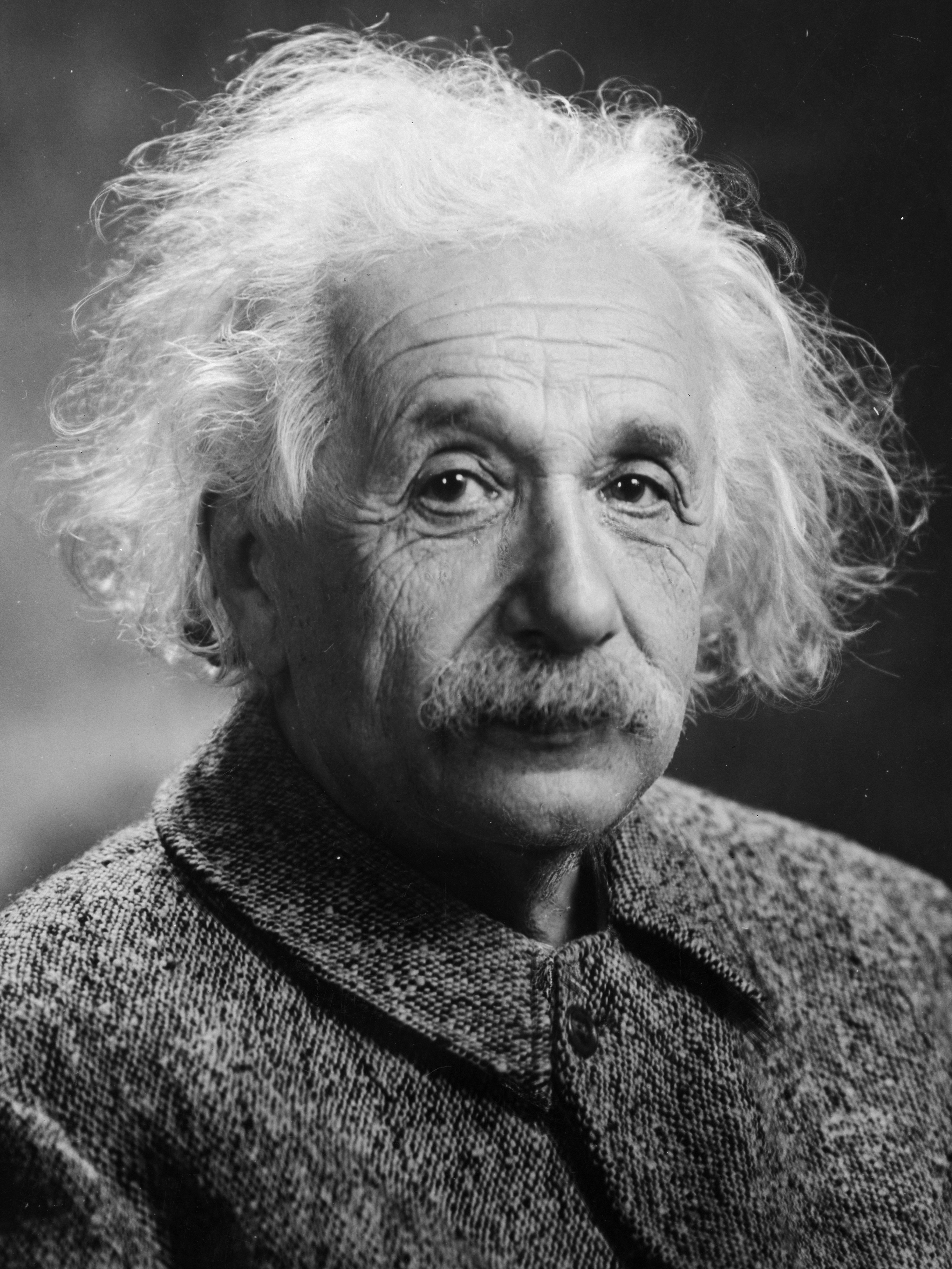
天才の1人として挙げられることの多い物理学者アルベルト・アインシュタイン

天才（てんさい）は、天性の才能、生まれつき備わった優れた才能（生まれつき優れた才能を備えた人物）のことである。天才は、人の努力では至らないレベルの才能を秘めた人物を指す。天才は、極めて独自性の高い業績を示した人物を評価したり、若いのにあまりにも高い才能を示した人への賛辞的形容に使われる。その才能が歴史や社会に影響を残すに至ったレベルの人物を指すことが多い（動物にも使用される場合がある）。「○○の天才」といったように芸術やスポーツなど様々な分野に限定された用法もある。
天才の類似表現として、ギフテッド、神童、神に愛された人などがある。

## 概要
天才は、普通の人より優れた才覚を発揮する。美術、音楽、文学などの芸術や、スポーツ、政治、自然科学、数学、哲学のほか、様々な分野において、天才と称される人が見られる。努力によって学業成績などが社会的に認められるに至った秀才とは区別される。

## 心理学
多くの天才は、精神障害に苦しむ。例えば、ヴァージニア・ウルフ、ジョナサン・スウィフト、 ジョン・ナッシュ、 アーネスト・ヘミングウェイ、クルト・ゲーデル、ゲオルク・カントール、ノーバート・ウィーナー、アイザック・ニュートン、フリードリヒ・ニーチェ、フリードリヒ・ヘルダーリン、ニコラ・テスラなど。
ドイツの病跡学者のヴィルヘルム・ランゲ=アイヒバウムは天才300人から400人を選び、そのうち一生に一度でも精神病を患った人は12～13％であるという数字を発表した。さらに、その中から特に有名な天才中の天才というべき78人を選ぶと、精神病の人は37％、精神病的な人は83％以上に及ぶとした。健康な人は6.5％にすぎなかった。
近年の研究でも、天才性と精神障害との関連を示唆する結果が得られている。2012年10月9日に発表されたカロリンスカ研究所の研究では、天才の創造性と精神障害には有意な相関があることが示された。2015年6月8日、芸術的創造性と精神疾患が共通する遺伝子で発現するとする研究結果が英科学誌『ネイチャー ニューロサイエンス』に発表された。

## 天才の成り立ち
天才とは一般に、天性の素質に恵まれて才能を発揮する者とされる。知的活動分野における天才の成り立ちを伝記などから紐解く限りでは、多くが幼少時から才能の示すものが多いものの、必ずしも彼らが幼時から天才として認知されているとは限らない。
逆に「神童（総合的な学業成績に秀でた子供）も、大人になればただの人」などという警句にみられるように、幼い頃に学業成績に秀でたからといっても、それが大人になっても続くとは限らない。
一般に見られる天才のステレオタイプとして規律と型にはまった知識を身に付けることを要求される学校教育では、単に学業成績に秀でた秀才と、斬新な着眼力や独創性を発揮する天才とは、皮肉にも相反する傾向があるというものがあるが、寧ろ例外であることが多い。ただし学問的分野での天才肌の児童は、深い理解に伴う疑問や批判精神が湧き出ることから、扱い難い生徒として教師に敬遠されることもある。だが多くは義務教育課程の成績は優秀で著名な大学に入学し、飛び級する者も多く、幼少時からの学校教育の秀才かつ学者として大成した天才が多い。
天才は、同じ事項をマスターしたときの理解の深さでは、秀才タイプを圧倒的に凌駕する才能を発揮する。
一方、周囲のサポート等により、子供の頃から問題行動を含めて特異性の見られた人が、挫折せずに努力を続けることにより後年になって高く評価されるケースも多く、そのような特異性を持つ子供を幼い頃から専門的に養育することで、その才能を伸ばそうとする取り組みも古くから行われている。ノーバート・ウィーナーはハーバード大学講師の父に特別な英才教育を授けられ、11歳で大学に入学している。カール・フリードリヒ・ガウスは小学校に入学した時、彼に数学を教えられる人物がいなかったため、校長がハンブルクから数学の本を取り寄せ自習させた。米国などではギフテッド（意訳すれば「神に祝福された者」）と呼ばれる、専門の教育で才能を開花する余地のある子供らが見出されている。アメリカ教育省は1993年に定義を発表、これに合致する児童に特別な教育（特別支援教育の一種、ギフテッド教育）を与え、その才能を育てようという模索が続けられている。これらでは従来、いわゆる学習障害とみなされていた者も部分的に含まれる場合もある（2e）。欠点に着目してそこをカバーするのか、長所を見出してそこを集中的に伸ばすかという問題も絡む。同様に扱われる存在として芸術性を発揮するタレンテッドがある（詳しくはギフテッドを参照。）。

## 天才と凡人
天才といえば聞こえが良いが、上述のように、アンバランスに偏った才能の持ち主であるため、芸術、スポーツ、学問いずれの分野でも、価値観も非常識であるケースが多い。天才芸術家による薬物中毒汚染や金銭感覚の逸脱は余りにも有名であるが、これも個人差がある。
良く知られている「天才の奇行」の逸話には、フィンセント・ファン・ゴッホが、自画像を描く際に「自分の耳が邪魔だ」と言って自ら耳を切り落とした、といったものがある。ただし、ゴッホはてんかんもしくは統合失調症を発症しており、「天才の奇行」が「天才」故の奇行ではなく、精神病や薬物への逃行など環境からのストレスによって引き起こされるものも多い（もっともゴッホの場合、メニエール病を発症しており激しい耳鳴りのせいで耳を切ったという説もある）。身体能力に関しても生まれながらに極めて優秀な資質を持っている人ほど身体を上手く使えず、才能を発揮するのが困難な例が大半を占める。加えて運動量以上に身長が高い、体重が重い場合は更に身体を上手く動かしにくくなる。

## 定義と評価
エルンスト・クレッチマーは天才の定義を「積極的な価値感情を広い範囲の人々に永続的に、しかも稀に見るほど強く呼び起こすことの出来る人物」とした。チェーザレ・ロンブローゾは「天才は狂気だ」といった。アルトゥル・ショーペンハウアーは「天才は平均的な知性よりは、むしろ狂気に近い」と言った。トーマス・エジソンは「天才とは1％の霊感（ないし閃き）と99％の努力」と述べている。ただしこの言葉は現在一般で言われている意味とは別の意味があることは余り知られていない（後述）。
中には生前には狂人扱いされながらも、後年になってその功績が評価され、天才扱いされるに至った人すら見られる（→ゴッホ）。この辺りは、「天才と狂人は紙一重」という慣用句が如実に物語っている。
杉森久英の小説『天才と狂人の間』で取り上げられた島田清次郎などは天才と狂人が入り交じった人間の典型の一つである。
病跡学が明らかにしていることは例外もあるが、病的な天才も多いということである。藤原正彦がいうように「天才の峰 が高ければ高いほど、谷底も深いということだった。栄光が輝かしくあればあるほど、底知れぬ孤独や挫折や失意にみまわれている、ということである」。
知能指数（IQ）で、ある程度の区分をもうける向きもあり、知能指数が130（標準偏差15の場合、またその中央値は100）ないし所定の値を上げ、これを超える辺りから知能面での天才という風潮もかつては見られたが、近年では知能指数の高低は必ずしも客観的に人の知的能力を包含しきれていない見方も出ており、同指標による分類には限界があるとされている。これには、同値が、検査年齢や状況・出題傾向、IQテストに対する慣れなどによっても大きく差が出る点も含まれる。知能指数(IQ)の高さは必ずしも天才性（創造性など）とは結びつかない。
アメリカの心理学者ルイス・ターマンはIQ140以上の1500人余のカリフォルニア州の児童を長期的追跡調査を始めた、その後70年間追跡調査が行われたが、IQ140以上の人々は高い創造性を示す人々が非常に少なく、例えばノーベル賞受賞者に至っては一人もいなかった。皮肉なことに、ターマンの高知能児の選別から漏れた二人（ウィリアム・ショックレーとルイス・ウォルター・アルヴァレズ、二人はIQがそれほど高くなかった。）がノーベル賞を受賞した。はからずも、高IQと高創造性（天才性）は、全く関係性がないことが証明された。日本で有名な人物では山下清のように、知的障害があっても芸術面で高い評価を得ている人物も存在する。彼のように特異な一分野でのみ異常ともいえる才能を発揮する人たちも見られる。（→サヴァン症候群）

## 天才の努力とひらめき
エジソンの言葉として知られている「天才とは1％の霊感（ないし閃き）と99％の努力」だが、この霊感とも呼べる「ひらめき（閃き：inspiration）」が一般に軽視される傾向もままある。99％までもの弛まぬ努力（原文ではperspiration-「流汗」で韻を踏んでいる）も確かに必須なのではあるが、1％のひらめきを大切にし、これを生かす事が出来なければ天才ではなく、エジソンは自身を指して自然界のメッセージを受け取る受信機に例えるほどひらめきを重視していた。

## 架空の天才
天才は古くより、人類の歴史において文明の発展に大きく寄与してきた。このため尊敬と羨望を集める存在としても扱われ、架空の作品中でもしばしば登場する。身近な例では漫画などの大衆娯楽にもしばしばストックキャラクターの類型として登場する。もっとも、作中で「天才少年」などといわれていても、上記の天才の特徴には必ずしも当てはまらない例や、正確には秀才ではないかと思われる例も多い。また、デウス・エクス・マキナ的に「最終的には彼のアイデアで解決」というパターンになることもよくある（たとえば「ひょっこりひょうたん島」の博士）。
このデウス・エクス・マキナ的な舞台装置としての天才は、場合によってはマッドサイエンティストのように、滑稽ないし異常な性格を持つ役柄として登場する事もある。また「自称天才」のようなキャラクターも登場するが、自称の場合では本物の天才に及ばない劣等感から、悲惨な事件を起こすなど歪んだ性格のキャラクターであることも多い。
その一方で天才を人為的に作り出そうというアプローチを取り上げたSF作品も多い。代表的なところとしては『アルジャーノンに花束を』が挙げられる。この作品では脳への薬理的な働きかけと外科的手法とにより次第に知能が向上し、才能の片鱗をみせた者が、愚かだが状況に不満も抱かずに過ごしていた頃から、知能があがるにつれて猜疑心を抱いたり孤独に悩まされたりといった状況を経て、やがて己の知能が失われることに気付いて思い悩み、やがて最初の無垢な愚か者になっていく様子が描かれている。

## 関連文献
- 『天才』宮城音弥 岩波新書（青版 621）ISBN 4004120705
- 『天才の精神病理―科学的創造の秘密』飯田 真, 中井久夫  岩波現代文庫 ISBN 400600057X
- 『天才　創造のパトグラフィー』福島章　講談社現代新書 ISBN 4061457217
- 『天才の心理学』エルンスト・クレッチマー　岩波文庫　ISBN 978-4003365816
- 『天才―創造性の秘密』 (みすずライブラリー)　W. ランゲ=アイヒバウム ISBN 978-4622050629
- 『天才の脳科学　創造性はいかに創られるか』青土社　ナンシー・C・アンドレアセン著　ISBN 978-4791763405
- 『日経 サイエンス 2013年 06月号　特集　天才脳の秘密』日本経済新聞出版社　ASIN B00C6FBLJG
- 『文豪はみんな、うつ』岩波 明 幻冬舎新書　ISBN 978-4344981775
- 『天才と発達障害』岩波 明  文春新書　ISBN 978-4166612123
- 『放浪の天才数学者エルデシュ』ポール・ホフマン 平石律子訳 草思社 ISBN 4-7942-0950-9